# Petrònia (esposa de Vitel·li)
Petrònia (en llatí Petronia) va ser la filla d'un romà de rang consular i la primera esposa de l'emperador Vitel·li del que es va divorciar. Es va casar després amb Dolabel·la. Formava part de la gens Petrònia, una antiga família romana d'origen plebeu.
A la pujada de Vitel·li a l'Imperi l'any 69 Dolabel·la va ser enviat a l'exili a Interamna Lirinas, i allà executat per orde del nou emperador. Petrònia va donar a Vitel·li un fill de nom Petronià que era cec d'un ull, i a qui el seu pare també va fer matar. Del segon marit va deixar almenys un fill de nom Servi Corneli Dolabel·la Petronià, que va ser consol l'any 86.